# Earl of Kincardine
Earl of Kincardine ist ein erblicher britischer Adelstitel, der dreimal in der Peerage of Scotland geschaffen wurde.

## Verleihungen
Erstmals wurde der Titel am 6. Mai 1644 für James Graham, 5. Earl of Montrose, geschaffen, zusammen mit dem übergeordneten Titel Marquess of Montrose und dem nachgeordneten Titel Lord Graham and Mugdock. Sein Nachfahre, der 4. Earl wurde am 24. April 1707 zum Duke of Montrose erhoben. Zusammen mit dem Dukedom wurden ihm die Titel Marquess of Graham and Buchanan, Viscount of Dundaff, Lord Aberruthven und erneut der Titel Earl of Kincardine verliehen.
Parallel wurde der Titel am 26. Dezember 1647 an Edward Bruce verliehen, zusammen mit dem nachgeordneten Titel Lord Bruce of Torry. Sein Nachfahre, der 9. Earl erbte 1747 auch den Titel 5. Earl of Elgin nebst nachgeordneten Titeln. Die beiden Earldoms sind seither vereinigt. Dem 12. Earl of Kincardine wurde am 13. November 1849 in der Peerage of the United Kingdom auch der Titel Baron Elgin, of Elgin in Scotland, verliehen.

## Liste der Earls of Kincardine

### Earls of Kincardine, erste und dritte Verleihung (1644; 1707)
- James Graham, 1. Marquess of Montrose, 1. Earl of Kincardine (1612–1650)
- James Graham, 2. Marquess of Montrose, 2. Earl of Kincardine (1633–1669)
- James Graham, 3. Marquess of Montrose, 3. Earl of Kincardine (1657–1684)
- James Graham, 1. Duke of Montrose, 4. und 1. Earl of Kincardine (1682–1742)
- William Graham, 2. Duke of Montrose, 5. und 2. Earl of Kincardine (1712–1790)
- James Graham, 3. Duke of Montrose, 6. und 3. Earl of Kincardine (1755–1836)
- James Graham, 4. Duke of Montrose, 7. und 4. Earl of Kincardine (1799–1874)
- Douglas Graham, 5. Duke of Montrose, 8. und 5. Earl of Kincardine (1852–1925)
- James Graham, 6. Duke of Montrose, 9. und 6. Earl of Kincardine (1878–1954)
- James Graham, 7. Duke of Montrose, 10. und 7. Earl of Kincardine (1907–1992)
- James Graham, 8. Duke of Montrose, 11. und 8. Earl of Kincardine (* 1935)

Voraussichtlicher Titelerbe (Heir apparent) ist der Sohn des jetzigen Dukes, James Graham, Marquess of Graham and Buchanan (* 1973).

### Earls of Kincardine, zweite Verleihung (1647)
- Edward Bruce, 1. Earl of Kincardine († 1662)
- Alexander Bruce, 2. Earl of Kincardine (um 1629–1680)
- Alexander Bruce, 3. Earl of Kincardine (um 1666–1705)
- Alexander Bruce, 4. Earl of Kincardine (†  1706)
- Robert Bruce, 5. Earl of Kincardine (†  1718)
- Alexander Bruce, 6. Earl of Kincardine (1662–1721)
- Thomas Bruce, 7. Earl of Kincardine (1663–1740)
- William Bruce, 8. Earl of Kincardine (1710–1740)
- Charles Bruce, 5. Earl of Elgin, 9. Earl of Kincardine (1732–1771)
- William Bruce, 6. Earl of Elgin, 10. Earl of Kincardine (1764–1771)
- Thomas Bruce, 7. Earl of Elgin, 11. Earl of Kincardine (1766–1841)
- James Bruce, 8. Earl of Elgin, 12. Earl of Kincardine (1811–1863)
- Victor Bruce, 9. Earl of Elgin, 13. Earl of Kincardine (1849–1917)
- Edward Bruce, 10. Earl of Elgin, 14. Earl of Kincardine (1881–1968)
- Andrew Bruce, 11. Earl of Elgin, 15. Earl of Kincardine (* 1924)

Voraussichtlicher Titelerbe ist der Sohn des derzeitigen Earls, Charles Edward Bruce, Lord Bruce (* 1961). 